# Etoprop

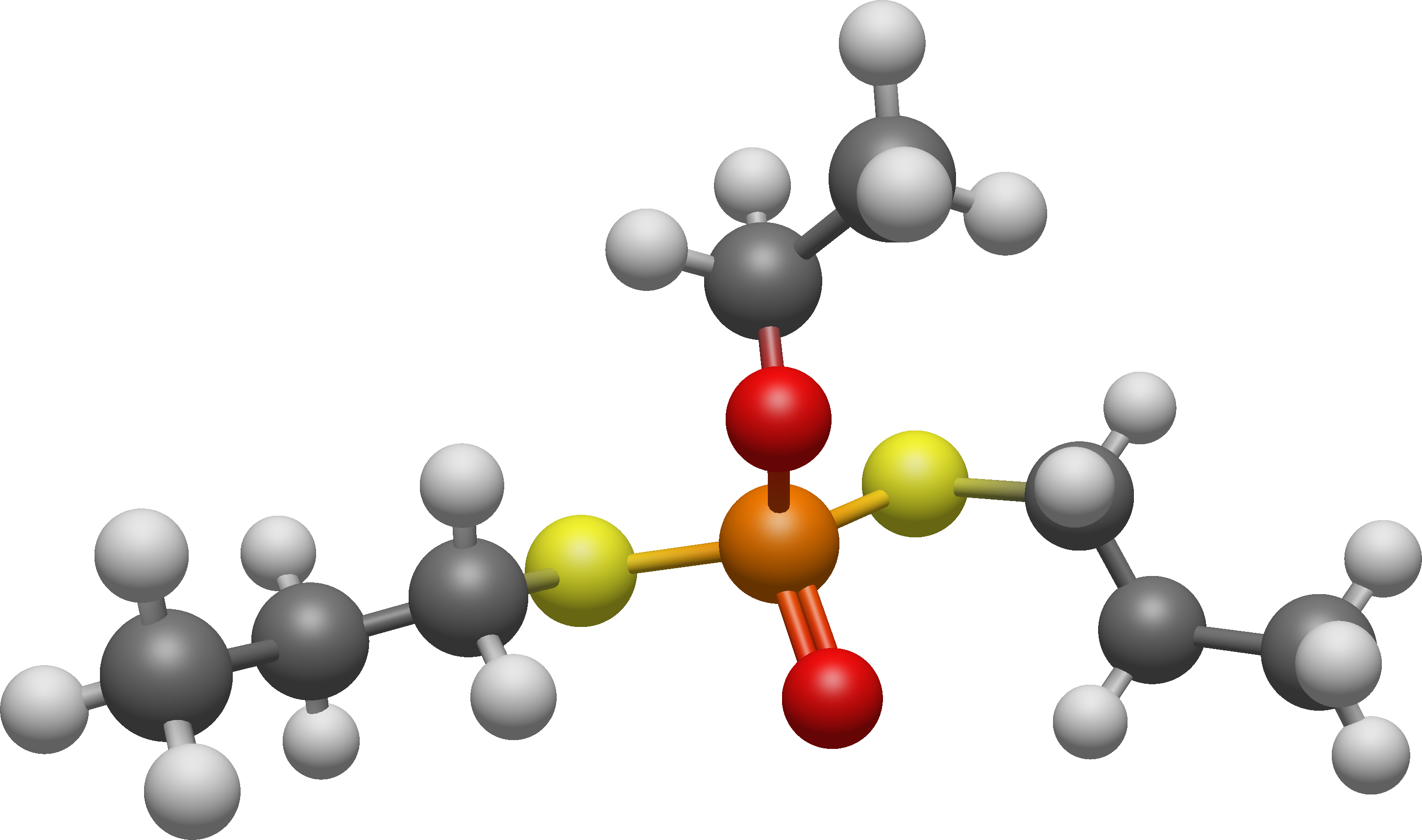
Modelo de la molécula de etoprop

El etoprop (C8H19O2PS2, O-etil S,S-dipropilfosforoditioato, también ácido fosforoditioico) es un líquido amarillo orgánico, con un fuerte aroma a mercaptano, utilizado como nematicida e insecticida en agricultura.
Se utiliza desde los años 1960 para combatir nematodos e insectos en el banano (Musa x paradisiaca), la papa (Solanum tuberosum), la caña de azúcar (Saccharum officinarum), el tabaco (Nicotiana tabacum) y el ananá (Ananas comosus). Es extremadamente tóxico para mamíferos, aves y peces, y altamente persistente en el suelo y el agua. Es resistente a la hidrólisis a pH inferior a 9, y estable ante la luz solar. En el suelo se estima una vida media de alrededor de 25 días. Es un carcinógeno comprobado.